# ایان ترنر (بازیکن فوتبال)
ایان ترنر (انگلیسی: Iain Turner؛ زادهٔ ۲۶ ژانویهٔ ۱۹۸۴) بازیکن فوتبال اهل بریتانیا است.
از باشگاه‌هایی که در آن بازی کرده‌است می‌توان به باشگاه فوتبال بارنزلی، باشگاه فوتبال وایکام واندررز، باشگاه فوتبال ناتینگهام فارست، باشگاه فوتبال ترانمره راورز، باشگاه فوتبال پرستون نورث اند، باشگاه فوتبال شفیلد یونایتد، باشگاه فوتبال کاونتری سیتی، باشگاه فوتبال دونکستر راورز، باشگاه فوتبال کریستال پالاس، باشگاه فوتبال شفیلد ونزدی، و باشگاه فوتبال اورتون اشاره کرد.
وی همچنین در تیم‌های ملی فوتبال زیر ۲۱ سال اسکاتلند و Scotland B national football team بازی کرده‌است.